# Santa Lucia (Tolmino)
Santa Lucia, già Santa Lucia d'Isonzo (in sloveno Most na Soči, in passato Sveta Lucija, in tedesco Sankt Luzia, desueto) è una frazione (naselje) del comune sloveno di Tolmino di 445 abitanti.

## Geografia fisica
Santa Lucia è abbarbicata su uno sperone roccioso in prossimità della confluenza dell'Idria nell'Isonzo. In passato gli alvei dei due fiumi, profondamente scavati nella roccia, fornivano all'insediamento un'eccellente protezione dai nemici. A causa del limitrofo bacino idrico di Doblar, i meandri del fiume furono interamente inondati e ai piedi del paese si costituì uno specchio d'acqua che ora attrae sia pescatori che visitatori, i quali possono ora percorrere sentieri panoramici. Anche i basamenti calcarei di Pod Ključem sono di interesse geologico.

## Origini del nome
Durante il dominio asburgico, il paese era chiamato in sloveno Sveta Lucija ob Soči, in italiano Santa Lucia o Santa Lucia di Tolmino, e in tedesco Sankta Luzia o Maurus Brucke. Nel 1947, dopo la seconda guerra mondiale e la cessione della Venezia Giulia alla Jugoslavia il paese prese il nome di Sveta Lucja na Mostu che poi cambiò definitivamente nel 1952 in Most na Soči (lett. Ponte d'Isonzo), a sottolineare la sua posizione geografica a cavallo tra l'Isonzo e il fiume Idria, che ha costituito nei secoli una solida barriera naturale contro gli invasori, anche se la motivazione reale fu l'abolizione di ogni riferimento alla religione decretata dal regime comunista.

## Storia
Ritrovamenti archeologici eccezionali (più di 7.000 tombe tornate alla luce) fanno di questa località uno tra i siti archeologici della preistoria più importanti d'Europa. I rilevanti ritrovamenti spaziano dalla fine dell'età del Bronzo e gli albori dell'epoca romana. Dal momento che la maggior parte di essi risale dell'età del ferro, si ritiene che sia esistita una comunità consistente, la Civiltà di Santa Lucia (Sveta Lucija Culture). Al periodo romano risalgono invece le rovine di una abitazione, non lontane dal centro del paese. 
Altri reperti di Santa Lucia sono esposti in vari musei archeologici come quello di Trieste, di Vienna e Tolmino, il capoluogo.
Dopo la caduta dell'Impero romano d'Occidente, e la parentesi del Regno ostrogoto, i Longobardi si insediarono nel suo territorio, seguiti poi attorno al VI secolo da popolazioni slave. Alla caduta del Regno longobardo subentrarono quindi i Franchi; nell'887 Arnolfo, Re dei Franchi orientali, istituì la marca di Carniola; nel 957 la Carniola passò sotto l'autorità del Duca di Baviera e poi nel 976 nel Ducato di Carinzia appena costituito dall'imperatore Ottone II.
In seguito il Ducato di Carinzia passò, come ricompensa per i servigi resi all'imperatore Rodolfo I contro Ottocaro II di Boemia, a Mainardo II di Tirolo-Gorizia; il territorio di Santa Lucia quindi entrò nella Contea di Gorizia e in seguito della Contea di Gorizia e Gradisca.
Con il trattato di Schönbrunn (1809) entrò a far parte delle Province Illiriche.
Col Congresso di Vienna nel 1815 rientrò in mano austriaca come parte del Regno d'Illiria; passò nel 1849 sotto il profilo amministrativo al Litorale austriaco. All'epoca della costituzione del comune catastale di Sankt Luczia, esso comprendeva i vicini insediamenti di Modrea/Modrej e Bazha/Bača e il territorio dell'attuale insediamento di Postaja. In seguito ad esso vennero aggregati anche i comuni catastali di Idria di Bazha (Idrija pri Bači), Lom di Tolmino (Tolminski Lom), Slap e Modreiza (Modrejce).
Dopo la prima guerra mondiale entrò a far parte del Regno d'Italia nella Provincia del Friuli come comune autonomo, con il nome di Santa Lucia di Tolmino, e comprendeva, oltre a Modrea e e Baza di Modrea/Baccia di Modrea (Bača pri Modreju) le frazioni di Modreize/Modreuzza (Modrejce); Idria presso Baci/Idria della Baccia (Idrija pri Bači); Slap d'Idria/Slappe d'Idria (Slap ob Idrijci), col centro abitato di Roce (Roče) e infine Lom di Tolmino (Tolminski Lom), con i centri abitati di Log e Grudenca (Grudnica).
Nel 1927, con la ricostituzione della provincia di Gorizia il comune assorbì i territori dei dissolti comuni di Paniqua e Monte San Vito.
Nel 1934 il comune, allora denominato Santa Lucia di Tolmino, assunse la denominazione di Santa Lucia d'Isonzo.

## Luoghi d'Interesse
La Chiesa parrocchiale presente nella località è dedicata a Santa Lucia e appartiene alla diocesi di Capodistria. La chiesa più antica del paese è però la cappella dedicata a San Mauro che, secondo le prime testimonianze scritte, risale al 1192. 
Poco lontano dal centro della frazione, nella località Postaja si trova un solenne monumento ai caduti durante la prima guerra mondiale.